# هاملت کارچیکیان
هاملت تُورگُمی کارچیکیان (آرمن تورگمیان) (ارمنی: Համլետ Թորգոմի Կարճիկյան (Արմեն Թորգոմյան)؛  زادهٔ ۲۶ آوریل ۱۹۳۶ - درگذشته ۱۵ فوریهٔ ۲۰۲۲) شاعر، مترجم و روزنامه‌نگار اهل ارمنستان بود.

## زندگی‌نامه
وی در ۲۶ آوریل ۱۹۳۶ در ایروان به دنیا آمد و از دانشکده فلسفه دانشگاه دولتی ایروان و انستیتو ادبیات ماکسیم گورکی فارغ‌التحصیل گشت. همچنین برندهٔ جوایزی همچون مدال طلای وزارت فرهنگ جمهوری ارمنستان شده‌است. وی عضو اتحادیه نویسندگان ارمنستان نیز بود. وی در ۱۵ فوریهٔ ۲۰۲۲ در سن ۸۵ سالگی  درگذشت.